# Elezioni regionali in Valle d'Aosta del 1968
Le elezioni per il rinnovo del V Conseil de la Vallée / Consiglio Regionale della Valle d'Aosta si sono svolte il 21 aprile 1968. La durata della legislatura venne standardizzata a cinque anni.
Anche questa legislatura ebbe notevole instabilità governativa, con tre giunte di centro-sinistra e la spaccatura della DC locale.
Gli elettori sono stati il 92,6% degli aventi diritto.

## Risultati elettorali
| Partiti                                                 | voti   | voti (%) | seggi |
| ------------------------------------------------------- | ------ | -------- | ----- |
| Democrazia Cristiana (DC)                               | 25.467 | 37,78%   | 13    |
| Partito Comunista Italiano (PCI)                        | 13.742 | 20,39%   | 7     |
| Union Valdôtaine (UV)                                   | 11.237 | 16,67%   | 6     |
| PSI-PSDI Unificati                                      | 6.954  | 10,32%   | 4     |
| Partito Liberale Italiano (PLI)                         | 3.765  | 5,59%    | 2     |
| Rassemblement Valdôtain (RV)                            | 3.627  | 5,38%    | 2     |
| Partito Socialista Italiano di Unità Proletaria (PSIUP) | 1.560  | 2,31%    | 1     |
| Movimento Sociale Italiano (MSI)                        | 533    | 0,79%    | 0     |
| Partito Repubblicano Italiano (PRI)                     | 525    | 0,78%    | 0     |
| Totale                                                  | 67.410 | 100,00%  | 35    |
|                                                         |        |          |       |

Fonti: Ministero dell'Interno, ISTAT, Istituto Cattaneo, Consiglio Regionale della Valle d'Aosta